# إدوارد هاركنيس
إدوارد هاركنيس (بالإنجليزية: Edward Harkness)‏ هو شخصية أعمال أمريكي، ولد في 22 يناير 1874 في كليفلاند في الولايات المتحدة، وتوفي في 29 يناير 1940.

## وصلات خارجية
- إدوارد هاركنيس على موقع إن إن دي بي (الإنجليزية)